# Pritchardia napaliensis
Pritchardia napaliensis är en enhjärtbladig växtart som beskrevs av Harold St.John. Pritchardia napaliensis ingår i släktet Pritchardia och familjen Arecaceae. Inga underarter finns listade i Catalogue of Life.

## Bildgalleri

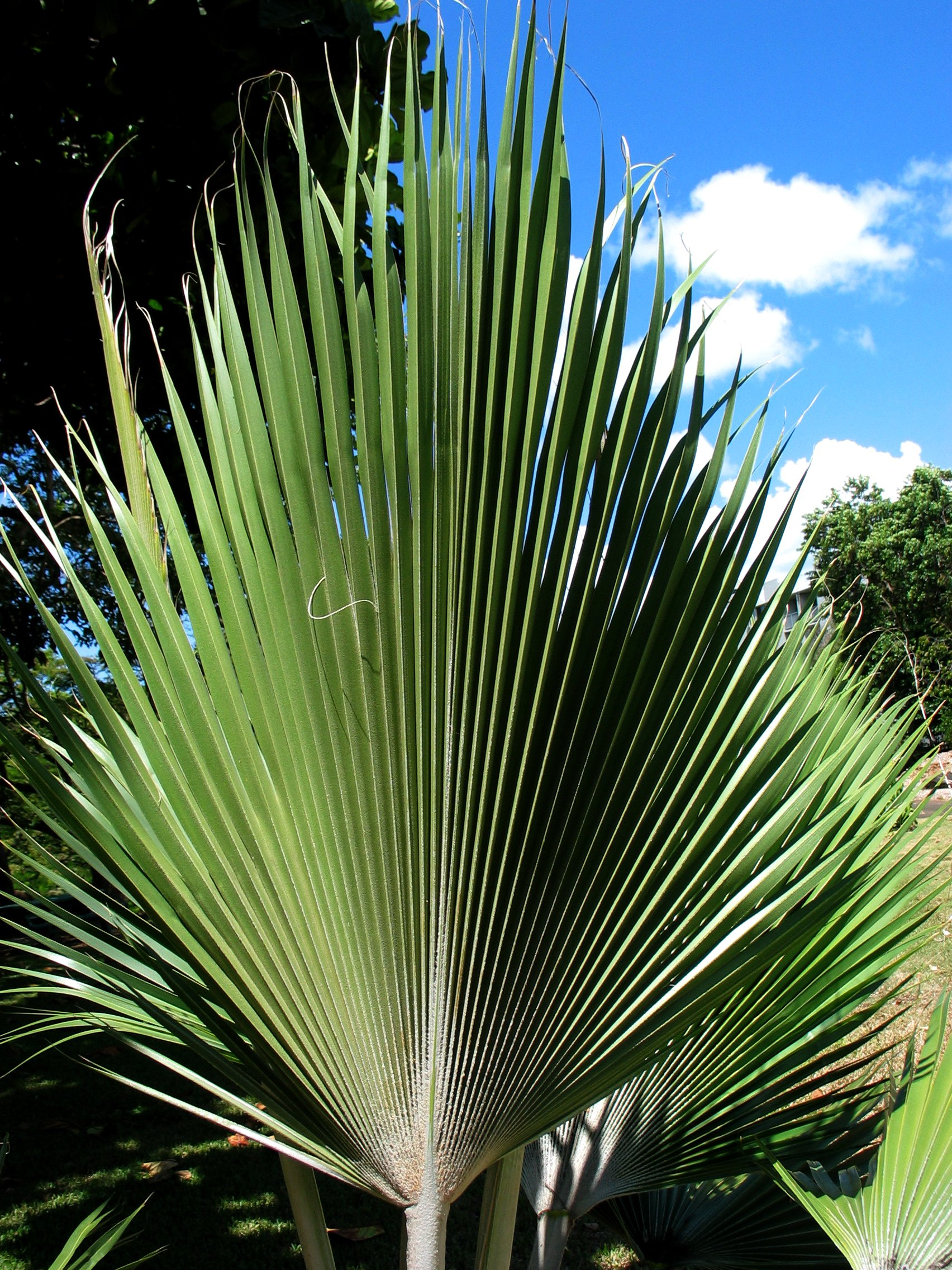
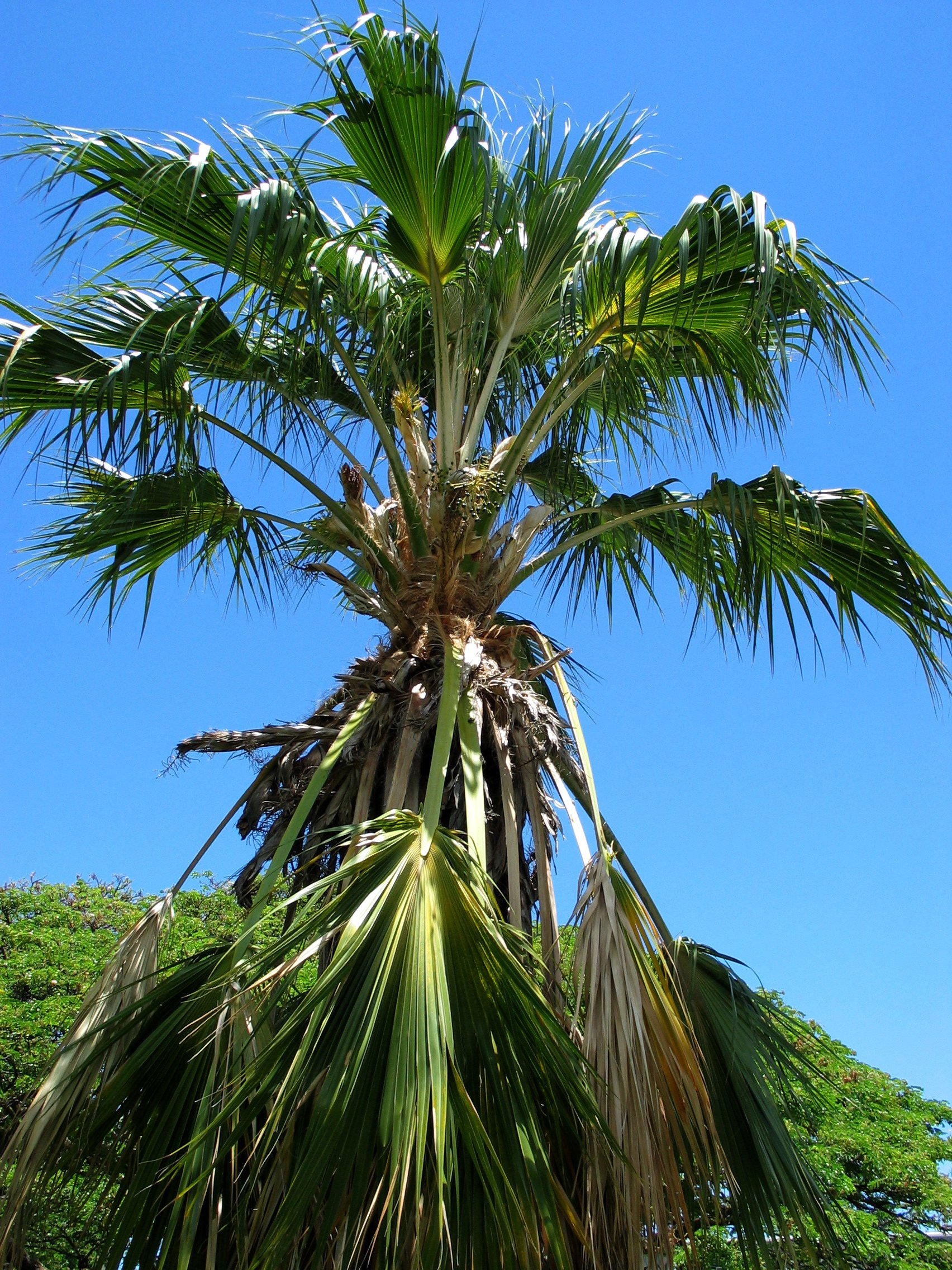
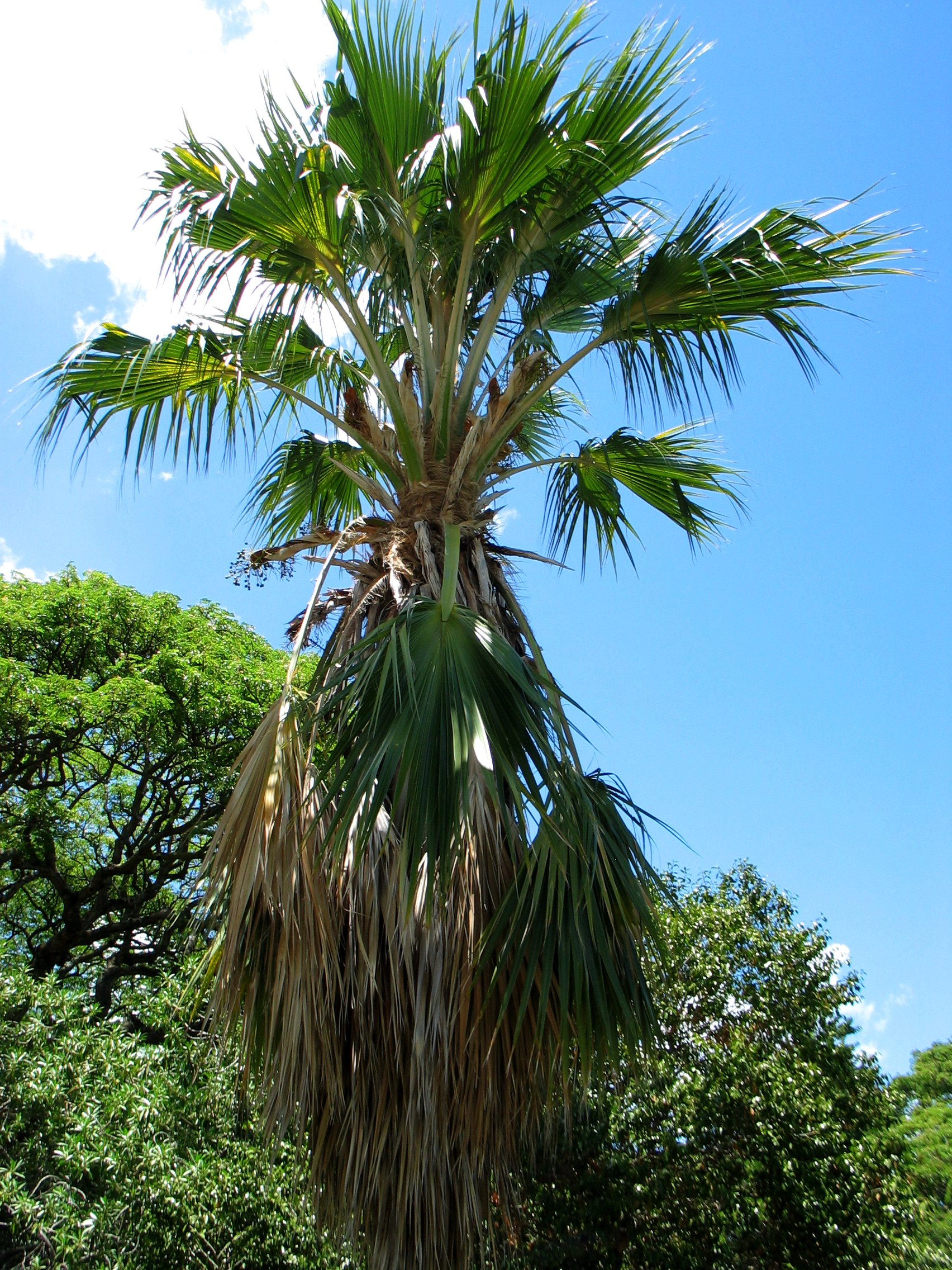
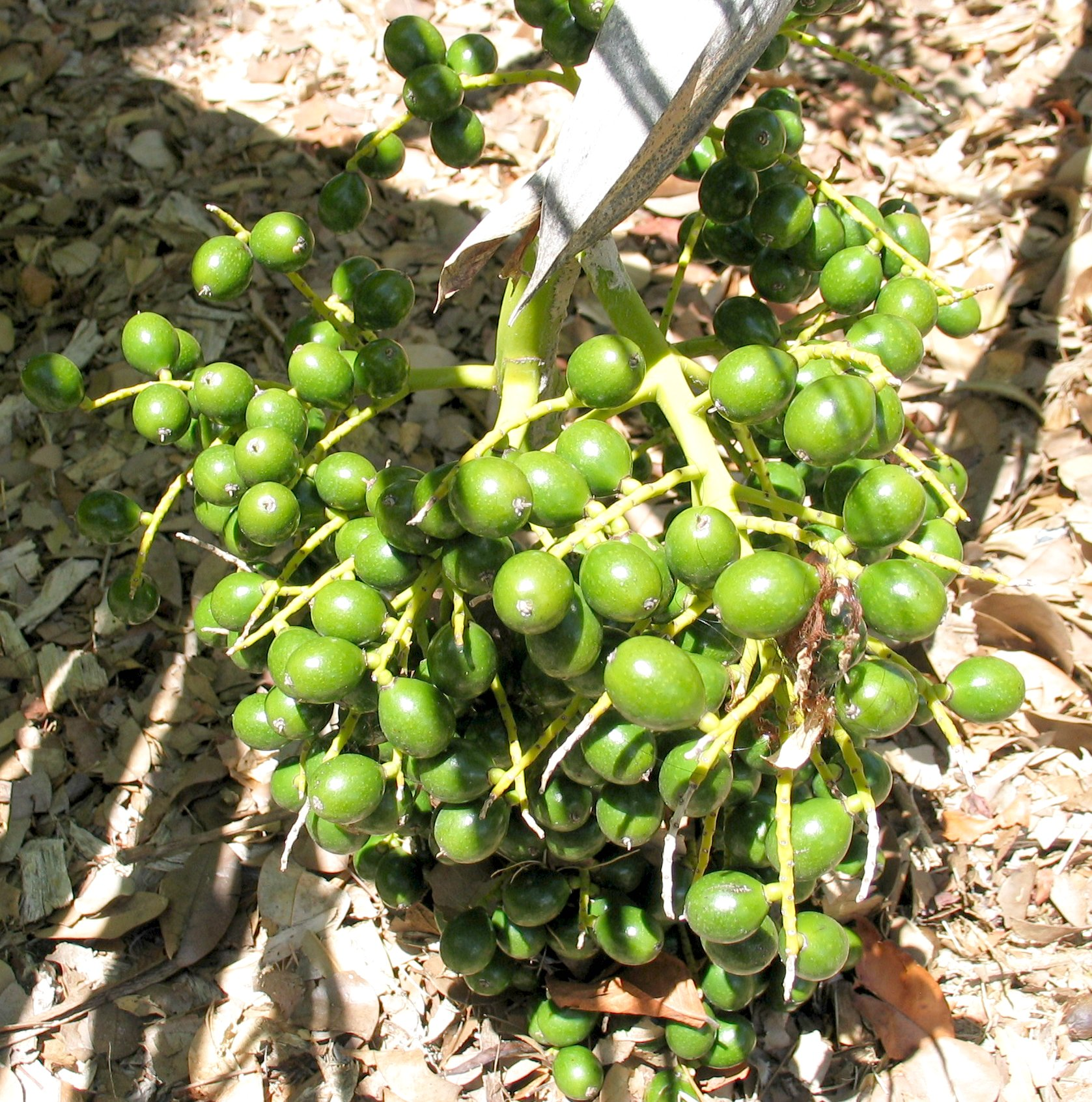
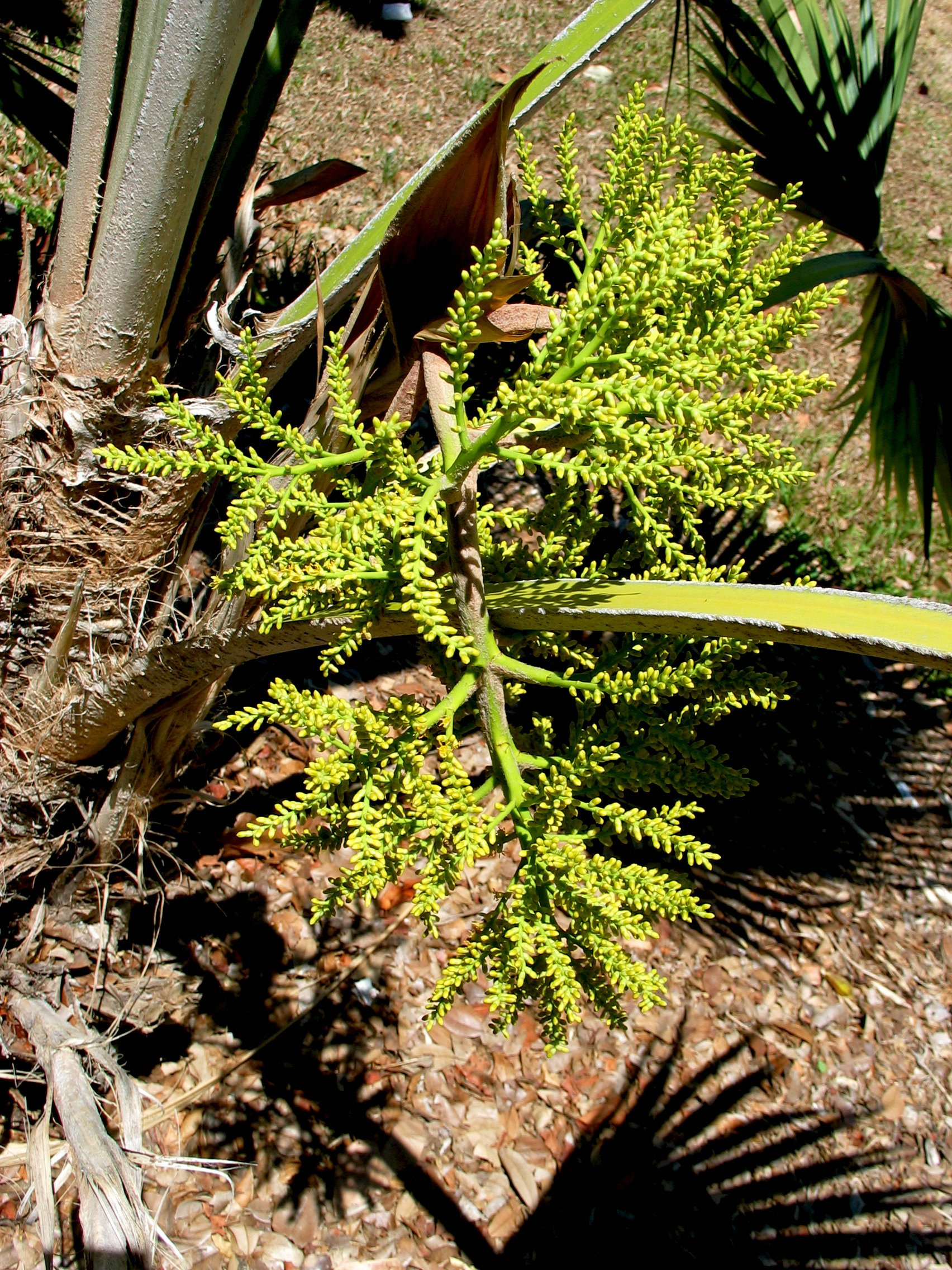
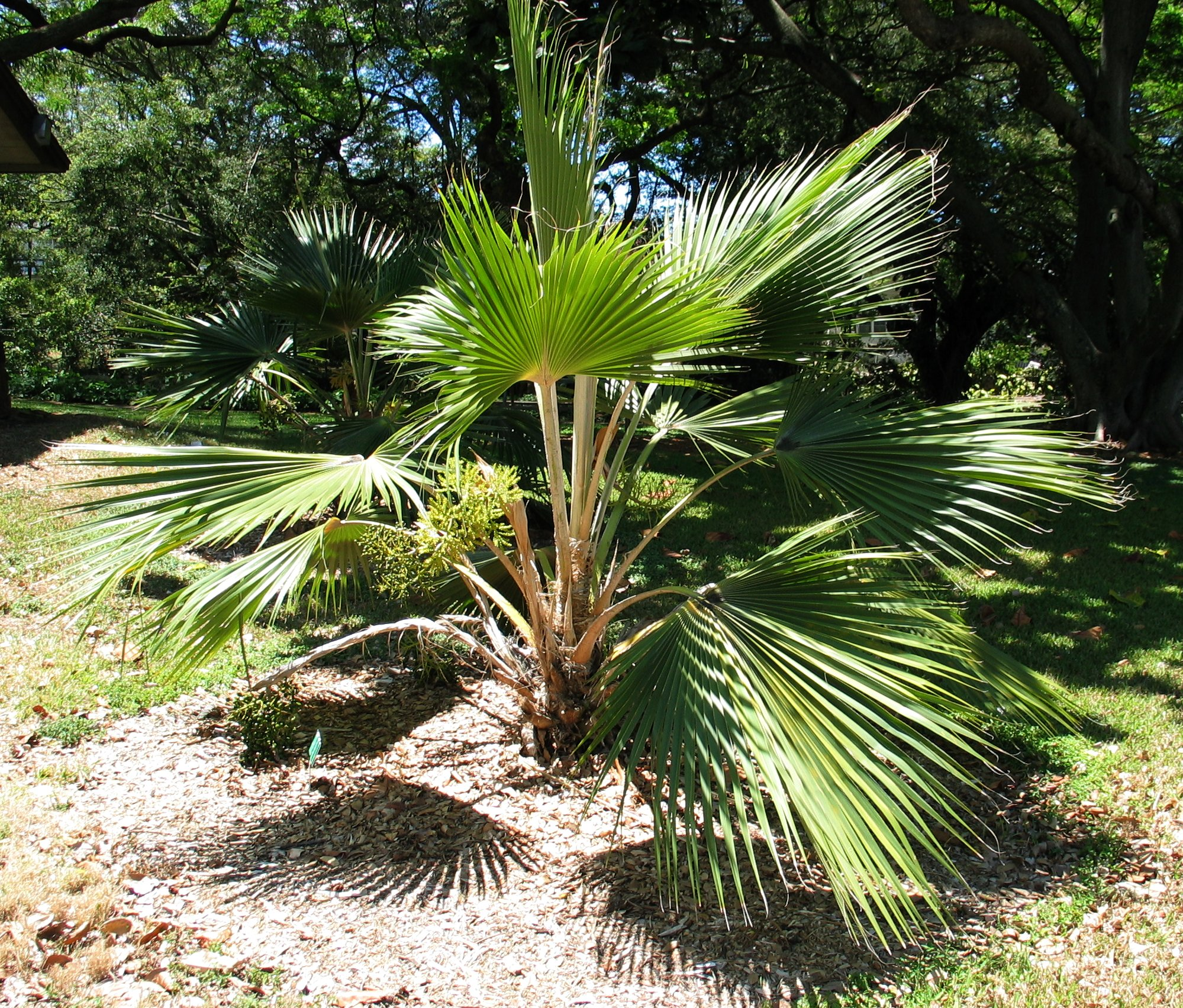